# ري إيتو (مغنية)
ري إيتو (باليابانية: 衛藤利恵؛ بالكانا: えとう りえ) هي مغنية يابانية، ولدت في 29 سبتمبر 1973 في طوكيو في اليابان.

## وصلات خارجية
- ري إيتو على موقع ميوزك برينز (الإنجليزية)